# Gerbillus latastei
Espèce
Statut de conservation UICN

 DD  : Données insuffisantes
Gerbillus latastei (ou Gerbillus (Gerbillus) latastei selon les classifications) est une espèce qui fait partie des rongeurs. C'est une gerbille de la famille des Muridés présente au sud de la Tunisie et au nord-ouest de la Libye. Elle est appelée en français Gerbille à pattes poilues ou Gerbille de Lataste ou encore Gerbille à pieds velus comme une autre espèce de gerbille.